# 大同村 (南投縣)

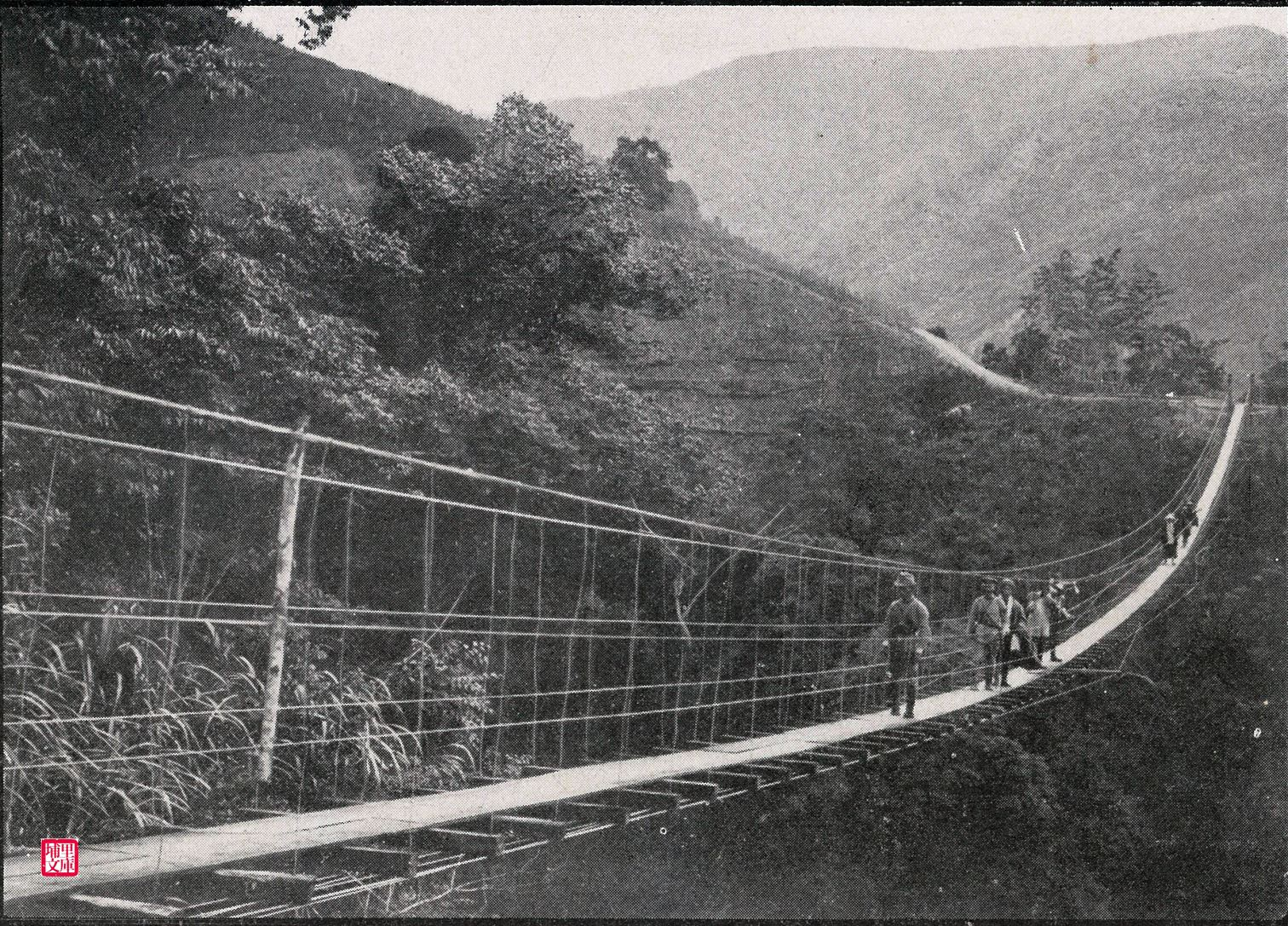
1914年眉溪與霧社間鞍部的吊橋

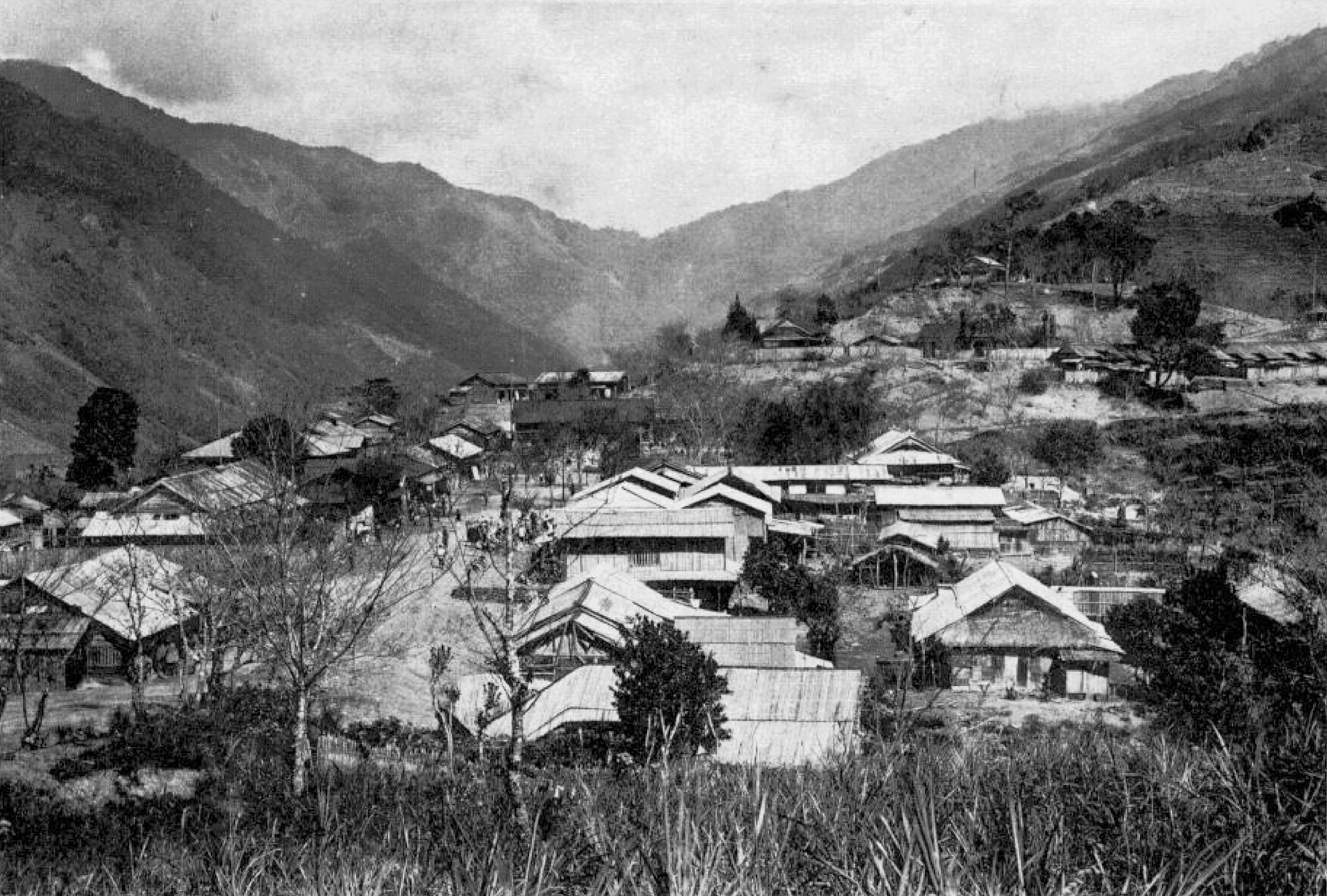
霧社事件時的霧社

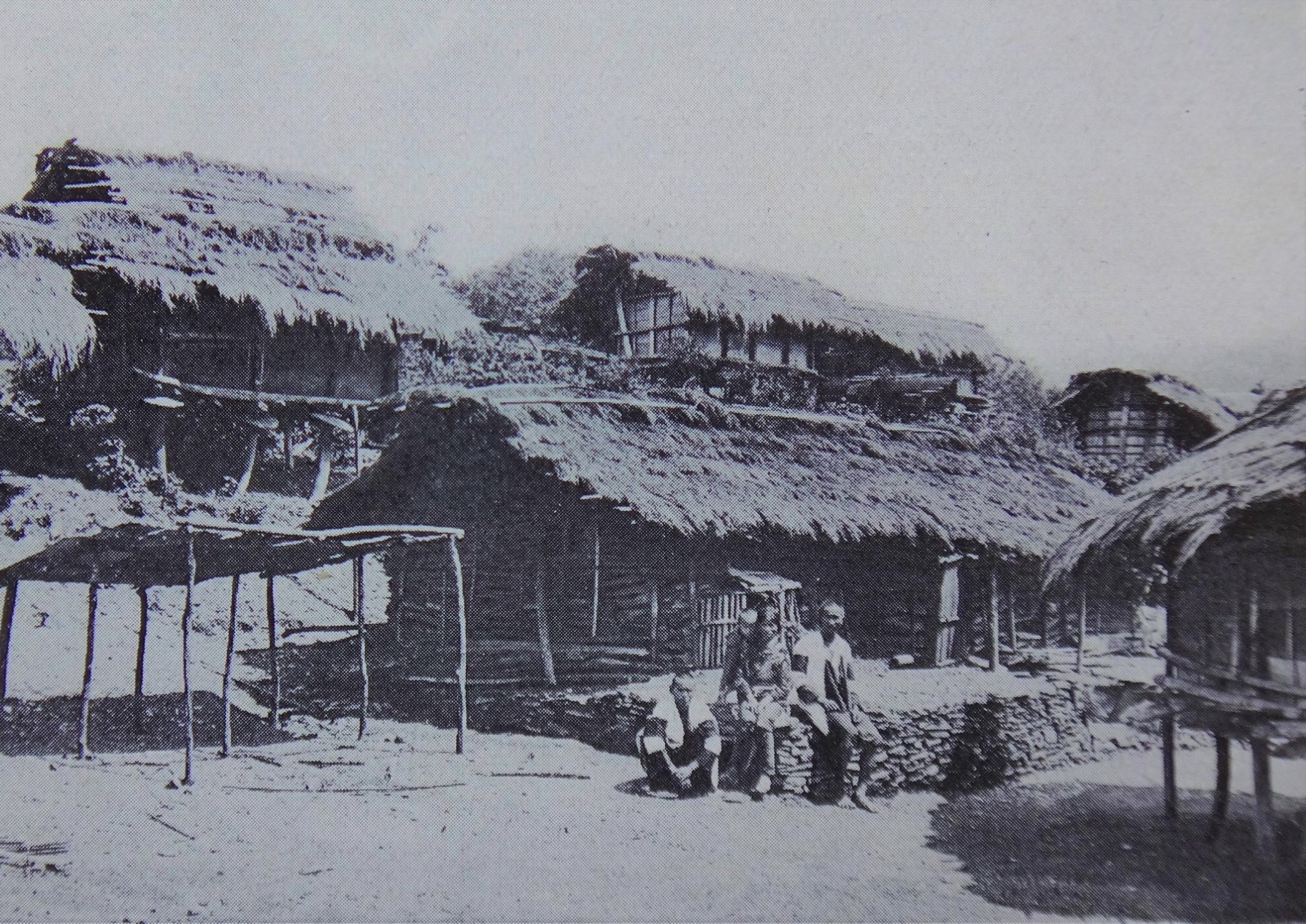
1930年代的巴蘭社

大同村是臺灣南投縣仁愛鄉的一個村，位於該鄉中部霧社溪流域，東依花蓮縣秀林鄉、德鹿谷村、都達村、精英村與春陽村，西接力行村、發祥村、新生村與南豐村，南鄰親愛村，北與榮興村接壤。村內有霧社:122、130、見晴（清境農場:138）、松崗與翠峰等聚落。

## 交通動線
- 投89線（力行產業道路）
- 臺14線
  - 臺14甲線
- 投83線

## 設施與景點
| - 內政部營建署太魯閣國家公園合歡山管理站 - 行政院農業委員會特有生物研究保育中心高海拔試驗站 - 石門（克難關）:119 - 武嶺（佐久間峠）:118 - 交通部中央氣象局合歡山氣象站 - 南投縣政府警察局仁愛分局翠峰派出所 - 南投縣政府警察局仁愛分局松岡派出所 - 清境農場:122、130 - 青青草原（綿羊故事館） - 馬術秀場 - 清境高空觀景步道 | - 清境農場小瑞士花園（思源池） - 南投縣立清境國民小學 - 南投縣政府消防局第二大隊仁愛分隊 - 南投縣政府警察局仁愛分局 - 國立仁愛高級農業職業學校 - 南投縣自然史教育館 - 南投縣立仁愛國民中學 - 南投縣立仁愛國民小學 - 南投縣仁愛鄉公所 - 臺灣基督長老教會霧社教會 - 行政院農業委員會林務局南投林區管理處霧社苗圃 - 天主教台中教區霧社天主堂 |

## 自然景觀
| - 合歡溪 - 瑞岩溪（瑞岩溪野生動物重要棲息環境） - 霧社溪（モトド溪，鄰近原パーラン社（巴蘭）） - 眉溪 - 哈奔溪 - 碧池:92、93 - 看天池 - 思源池 - 霧社水庫（碧湖）:104、105:130 | - 石門山 - 石門山北峰 - 合歡尖山 - 合歡主峰:138 - 合歡北峰 - 合歡南峰 - 櫻櫻峰 - 見晴山（朗士府，鄰近原ロードフ社（羅多夫）） - 巴蘭山 - 高峰山 - 岬山 |